# Last Christmas (Ariana Grande)
Last Christmas dei Wham! è stata reinterpretata dalla cantante americana Ariana Grande, ed è stata pubblicata come singolo il 19 novembre 2013, come primo estratto dal primo EP natalizio Christmas Kisses.
La cover trae spunto principalmente dalla musica pop, dall'R&B contemporaneo e dal soul e include anche testi scritti ex novo al posto di alcuni degli originali. I versi sono stati descritti come aventi un'atmosfera più pop e R&B rispetto all'originale.

## Tracce
Testi di George Michael. Musiche di George Michael, Kenneth Edmonds e The Rascals.
1. Last Christmas – 3:23

## Classifiche
| Classifica                     | Posizione massima |
| ------------------------------ | ----------------- |
| Australia                      | 95                |
| Stati Uniti(Billboard Hot 100) | 96                |
| Corea del Sud                  | 23                |
| Giappone                       | 73                |
| Global 200(Billboard)          | 157               |
| Lituania                       | 93                |
| Paesi Bassi                    | 59                |
| Portogallo                     | 90                |
| Regno Unito                    | 92                |
| Svizzera                       | 91                |
| Australia                      | 95                |